# 외시류
외시류(外翅類, Exopterygota)는 곤충 분류군의 하나이다. 흔히 알-유충-성충의 단계를 거치는 ‘불완전변태류’를 뜻하나, 최근의 분류에 의하면 외시류뿐만이 아니라 더 자세한 상목으로 나뉜다. 외시류는 매우 다양한 곤충 상목으로, 최소 130,000종의 현존하는 종이 15개 목으로 나누어져 있다.

## 하위 분류
- 외시상목 또는 외시류 (Exopterygota)
  - † Caloneurodea
  - † 티타노프테라목 (Titanoptera)
  - † Protorthoptera
  - 강도래목 (Plecoptera)
  - 흰개미붙이목 (Embioptera)
  - 민벌레목 (Zoraptera)
  - 집게벌레목 (Dermaptera)
  - 메뚜기목 (Orthoptera)
- 망시류 또는 망시상목 (Dictyoptera)
  - 대벌레목 (Phasmatodea)
  - 귀뚜라미붙이목 (Grylloblattodea)
  - 대벌레붙이목 (Mantophasmatodea)
  - 바퀴목 (Blattaria)
  - 사마귀목 (Mantodea)
- 준신시류 또는 노린재상목 (Paraneoptera)
  - 다듬이벌레목 (Psocoptera)
  - 총채벌레목(Thysanoptera)
  - 이목 (Phthiraptera)
  - 노린재목(Hemiptera)